# Stephanopis secata
Stephanopis secata är en spindelart som först beskrevs av Charles Athanase Walckenaer 1805.  Stephanopis secata ingår i släktet Stephanopis, och familjen krabbspindlar. Inga underarter finns listade.